# Kirche Gültz

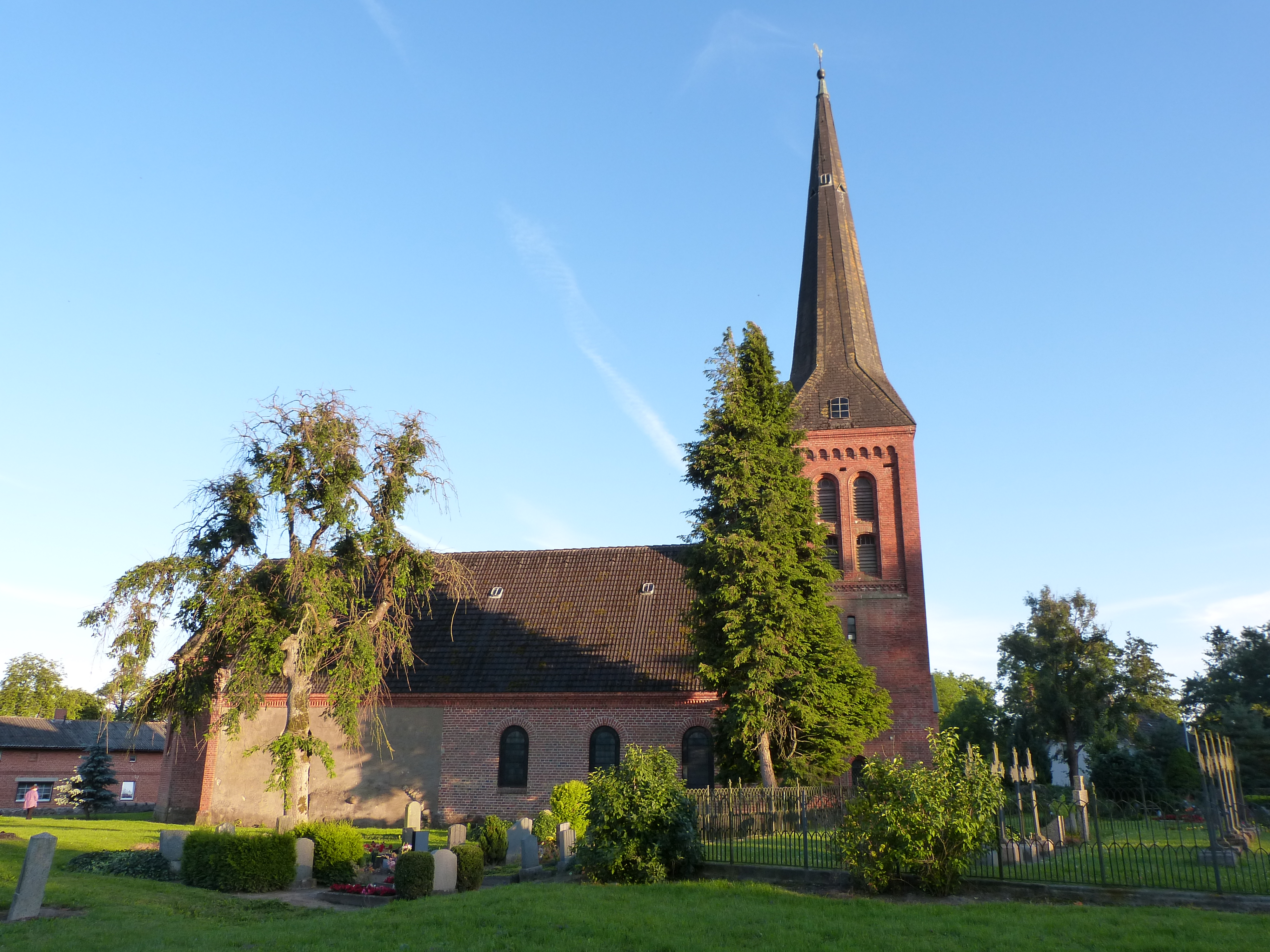
Kirche Gültz

Die Kirche Gültz ist ein Kirchengebäude in Gültz im Landkreis Mecklenburgische Seenplatte. Sie gehört zur evangelischen Kirchengemeinde Altenhagen-Gültz in der Propstei Demmin des Kirchenkreises Pommern.

## Baugeschichte und Architektur
Der älteste Teil der Kirche ist der aus dem 13. Jahrhundert stammende, rechteckige Chor aus Feldstein.  Aus dieser Zeit ist noch ein frühgotisches Portal an der Südseite erhalten. Im 18. Jahrhundert wurde der Chor durch einen Anbau aus Backstein nach Westen zum Langhaus erweitert. Der querrechteckige Westturm und die fünfseitige Apsis am Ostgiebel wurden 1879 in Backstein angebaut.

## Ausstattung
1879 wurde auch die Decke im Inneren als Holztonne ausgeführt. In der Apsis wurden die Schranken des früheren Altars aus der ersten Hälfte des 17. Jahrhunderts als Wandverkleidung verwendet. Die im Stil der Spätrenaissance mit reichem Beschlagwerk ausgestatteten Säulen und Bögen der Felder wurden 1879 ergänzt. Die Kanzel ist ungefähr so alt wie die alten Altarschranken und im gleichen Stil gehalten. Auf ihr sind Reliefs mit den Darstellungen der Evangelisten sowie reicher Dekor mit Beschlagwerk angebracht. Nach dem Entwurf des Neustrelitzer Baurats Georg Daniel wurde der Altar 1879/1880 mit neuem Aufgang und Treppe versehen.
In den Turmfenstern befinden sich vier Kabinettscheiben mit biblischen Themen (Eherne Schlange, Einsetzung des Abendmahls, Lamm Gottes, Fußwaschung ) und der Darstellung eines Ehepaars in vornehmer Tracht des 17. Jahrhunderts zu Seiten eines Wappens.
In der Kirche befindet sich ein Grabstein mit Relieffigur für Achim von Moltzan († 1565).
Die Orgel wurde 1880 von Barnim Grüneberg aus Stettin als dessen Opus 208 gebaut und hat 11 Register mit zwei Manualen und Pedal. Sie wurde 1999 von Rainer Wolter restauriert.